# Norton sub Hamdon
Norton sub Hamdon är en civil parish i Storbritannien.   Den ligger i grevskapet Somerset och riksdelen England, i den södra delen av landet, 190 km väster om huvudstaden London. Antalet invånare är 743.